# 1976年インスブルックオリンピックのカナダ選手団
1976年インスブルックオリンピックのカナダ選手団（1976ねんインスブルックオリンピックのカナダせんしゅだん）は、1976年2月4日から2月15日まで、オーストリアのインスブルックで開催された1976年インスブルックオリンピックのカナダ選手団、およびその競技結果。

## 概要
今大会は金メダル1個、銀メダル1個、銅メダル1個の合計3個のメダルを獲得した。
スピードスケート女子500mではキャシー・プリーストナーが銀メダルを獲得した。カナダ勢のオリンピックのスピードスケート競技でのメダルは1952年オスロオリンピック男子500mで銅メダルを獲得したゴードン・オードリー以来24年ぶり。

## メダル
| メダル | 選手名                   | 競技               | 種目         |
| ------ | ------------------------ | ------------------ | ------------ |
| 金     | キャシー・クレイナー     | アルペンスキー     | 女子大回転   |
| 銀     | キャシー・プリーストナー | スピードスケート   | 女子500m     |
| 銅     | トーラー・クランストン   | フィギュアスケート | 女子シングル |